# Szur (województwo podlaskie)
Szur – dawna miejscowość leżąca pod Łomżą w pobliżu pierwotnej jej lokalizacji. Aktualnie znajduje się w obrębie wsi Stara Łomża nad Rzeką – na jej wschodnim skraju. Dawną wieś Szur od Starej Łomży oddzielało Wzgórze Świętego Wawrzyńca.

## Historia
Na terenie wsi znajdował się gród tożsamy ze Starą Łomżą, która została w średniowieczu przeniesiona w rejon dzisiejszego lokacyjnego rynku w Łomży. Brak zapisków mówiących o tym kiedy ta fortyfikacja przestałą istnieć. W 1805 roku odkopano resztki murów i żelazną bramę.
Pod koniec XIX wieku wioskę Szur zamieszkiwali tylko Żydzi.
W latach 1921 – 1939 wieś leżała w województwie białostockim, w powiecie łomżyńskim, w gminie Kupiski.
Według Powszechnego Spisu Ludności z 1921 roku wieś zamieszkiwało 71 osób, 15 było wyznania rzymskokatolickiego a 56 mojżeszowego. Jednocześnie 63 mieszkańców zadeklarowało polską przynależność narodową a 8 żydowską. Było tu 8 budynków mieszkalnych. Miejscowość należała do parafii rzymskokatolickiej w Łomży. Podlegała pod Sąd Grodzki i Okręgowy w Łomży; właściwy urząd pocztowy mieścił się w Łomży.
W wyniku napaści ZSRR na Polskę we wrześniu 1939 miejscowość znalazła się pod okupacją sowiecką. Od czerwca 1941 roku pod okupacją niemiecką. Od 22 lipca 1941 do 1945 włączona w skład Landkreis Lomscha, Bezirk Bialystok III Rzeszy.
W latach 1975–1998 miejscowość administracyjnie należała do województwa łomżyńskiego.